# Baht
El baht (en alfabet tai บาท, símbol ฿, codi ISO 4217 THB) és la moneda oficial de Tailàndia. Es divideix en 100 satang (สตางค์). És emès pel Banc de Tailàndia (ธนาคารแห่งประเทศไทย, Thanakhan haeng Prathet Thai). Baht és també una unitat de mesura d'or usada habitualment pels joiers i orfebres tailandesos, amb el valor de 15,244 grams en el cas d'or en brut; quan es tracta d'or treballat, un baht fa més de 15,16 grams.

## Monedes i bitllets
En circulen monedes d'1, 5, 10, 25 i 50 satang i d'1, 2, 5 i 10 bahts, encunyades per la Reial Casa de Moneda Tai. Hi ha bitllets de 10, 20, 50, 100, 500 i 1.000 bahts. Totes les monedes i els bitllets porten l'efígie del cap d'estat, actualment el rei Vajiralongkorn. Baht és també una unitat de mesura d'or usada habitualment pels joiers i orfebres tailandesos, amb el valor de 15,244 grams en el cas d'or en brut; quan es tracta d'or treballat, un baht fa més de 15,16 grams.

## Història
El sistema decimal actual el va introduir el 1897 el rei Chulalongkorn. De tota manera, fins a la dècada de 1940 la moneda s'anomenava tical, que va adoptar el nom de baht (unitat de pes d'uns 15 g), ja que un tical equivalia a 15 g d'argent.
De 1985 fins al 2 de juliol de 1997, el baht tenia un tipus de canvi fix respecte al dòlar (1 USD = 25 bahts). La corrupta administració de Chavalit Yongchaiyudh, amb un deute exterior que va fer fallida el país va alliberar el canvi del baht, que caigué ràpidament i perdé la meitat del seu valor que va provocar el col·lapse de diverses institucions financeres. El baht arribà al seu valor mínim (56 bahts per dòlar) el gener de 1998.

## Taxes de canvi
- 1 EUR = 40,36 THB (11 d'octubre del 2015)
- 1 USD = 35,52 THB (11 d'octubre del 2015)